# كايل رودولف
كايل رودولف (بالإنجليزية: Kyle Rudolph)‏ هو لاعب كرة قدم أمريكية أمريكي، ولد في 9 نوفمبر 1989 في سينسيناتي في الولايات المتحدة.

## وصلات خارجية
- كايل رودولف على موقع إي إس بي إن.كوم (أن.أف.أل)3
- كايل رودولف على موقع مرجع كرة القدم المحترفة.كوم (الإنجليزية)
- كايل رودولف على موقع كلية كرة القدم في سبورتس رفرنس.كوم (الإنجليزية)